# Druga Slovenska Nogometna Liga 2005/06
Die Druga Slovenska Nogometna Liga 2005/06 war die 15. Spielzeit der zweithöchsten slowenischen Spielklasse im Männerfußball. Sie begann am 14. August 2005 und endete am 3. Juni 2006.

## Modus
Die 10 Mannschaften spielten jeweils dreimal gegeneinander. Der Meister stieg direkt auf, der Zweitplatzierte konnte über die Relegation in die ersten Liga aufsteigen. Die letzten zwei Vereine stiegen ab.

## Vereine
| Verein                     | Stadt             |
| -------------------------- | ----------------- |
| NK Koroška Dravograd       | Dravograd         |
| NK Livar Ivanča Gorica     | Ivanča Gorica     |
| NK Aluminij                | Kidričevo         |
| NK Supernova Triglav Kranj | Kranj             |
| NK Posavje Krško           | Krško             |
| NK Factor Ljubljana        | Ljubljana         |
| NK Svoboda                 | Ljubljana         |
| NK Šenčur                  | Šenčur            |
| ND Dravinja Duol           | Slovenske Konjice |
| NK Zagorje                 | Zagorje ob Savi   |

## Abschlusstabelle
| Pl. | Verein                     | Sp. | S  | U  | N  | Tore    | Diff. | Punkte |
| --- | -------------------------- | --- | -- | -- | -- | ------- | ----- | ------ |
| 1.  | NK Factor Ljubljana        | 27  | 15 | 5  | 7  | 037:270 | +10   | 50     |
| 2.  | ND Dravinja Duol           | 27  | 14 | 7  | 6  | 046:240 | +22   | 49     |
| 3.  | NK Supernova Triglav Kranj | 27  | 13 | 9  | 5  | 036:180 | +18   | 48     |
| 4.  | NK Aluminij                | 27  | 12 | 7  | 8  | 037:240 | +13   | 43     |
| 5.  | NK Krško                   | 27  | 10 | 10 | 7  | 034:360 | −2    | 40     |
| 6.  | NK Tinex Šenčur (N)        | 27  | 8  | 9  | 10 | 034:430 | −9    | 33     |
| 7.  | NK Livar Ivanča Gorica     | 27  | 7  | 6  | 14 | 031:380 | −7    | 27     |
| 8.  | NK Zagorje (A)             | 27  | 5  | 11 | 11 | 022:340 | −12   | 26     |
| 9.  | NK Svoboda                 | 27  | 7  | 4  | 16 | 026:330 | −7    | 25     |
| 10. | NK Koroška Dravograd 1     | 27  | 6  | 8  | 13 | 026:520 | −26   | 23     |

Platzierungskriterien: 1. Punkte – 2. Direkter Vergleich (Punkte, Tordifferenz, geschossene Tore) – 3. Tordifferenz – 4. geschossene Tore

| (A) – Absteiger aus der Slovenska Nogometna Liga 2004/05 |
| (N) – Neuaufsteiger aus der Tretja Nogometna Liga        |

## Relegation
Aufstieg
|                  | Gesamt    |                 | Hinspiel | Rückspiel |
| ---------------- | --------- | --------------- | -------- | --------- |
| ND Dravinja Duol | (a)2:2(a) | NK Bela krajina | 2:2      | 0:0       |

Beide Vereine blieben in ihren jeweiligen Ligen.